# Wulkan Fussa
Wulkan Fussa (ros.: Вулкан Фусса) – aktywny stratowulkan, położony południowo-zachodniej części wyspy Paramuszyr, w archipelagu Wysp Kurylskich, należących do Rosji. Szacunkowy wiek wulkanu wynosi od 40 do 50 tys. lat, jedyna udokumentowana erupcja wulkaniczna, miała miejsce w 1854 roku, wszystkie pozostałe podawane w różnych publikacjach, erupcje tego wulkanu m.in.: w 1737, 1742, 1793, 1857, 1859 i 1933 są fałszywe. Stratowulkan wznosi się na wysokość około 1772 metrów ponad poziom morza, krater wulkaniczny na szczycie mierzy ok. 700 m szerokości i blisko 300 metrów głębokości. Nazwa wulkanu pochodzi od nazwiska rosyjskiego matematyka szwajcarskiego pochodzenia Nikołaja Fussa.